# Töpfermuseum Duingen
Der „Kulturtreff Töpfermuseum“ wurde am 15. August 1988 vom ehemaligen Ortsheimatpfleger Friedrich Becker eröffnet.
Träger der Einrichtung ist der Flecken Duingen, Gründungsmitglied des Verbands der deutschen Keramikstädte e.V.
Inzwischen haben sich über 1000 Exponate im   Töpfermuseum  angesammelt, die hier dokumentiert und zum Teil ausgestellt werden.

## Haus
Am Standort des Fachwerkhauses mit der Hausnummer 8 befand sich eine der ältesten Töpfereien des Ortes. Der erste nachweisbare Besitzer der Töpferei war der 1629 geborene Töpfermeister Heinrich Lampe. Zu seiner Kötnerstelle gehörten noch 15 Morgen Ackerland und eine Wiese. Herr Lampe war mehrfach gewählter Bürgermeister und gehörte zu den am besten situierten Handwerkern in Duingen. 1689 musste er mit 5 Taler und 24 Groschen die höchste Kopfsteuer aller Einwohner zahlen.
1789 ließ das Ehepaar Pilster das Wohnhaus abreißen und baute das heute stehende große Fachwerkgebäude.
1845 eröffnete der spätere Besitzer, der Apotheker August Grünhagen aus Salzhemmendorf eine Filiale in diesem Gebäude. Die „Adler Apotheke“ gab es bis 1985.
Seit 1987 wird ein Teil des Gebäudes – als Standort für das Töpfermuseum – an den Flecken Duingen vermietet.

## Das Schild
Das Schild „Kulturtreff Töpfermuseum“ zeigt neben dieser Schrift eine Töpferscheibe, auf der eine Blumenvase mit Blume steht. Das war über Jahrhunderte das Symbol der Töpfer.

## Museum
Das in vieler Hinsicht wichtigste und am längsten wirksame Zentrum der Töpferei in Niedersachsen entwickelte sich um 1120–1150 im Raum Duingen (Ldkr. Hildesheim und Holzminden).
In den Anfängen stellte man relativ poröse Irdenware her. Nach Bodenfunden von mehreren Stellen im Ortskern von Duingen kann angenommen werden, dass dort ebenfalls in der Mitte des 13. Jahrhunderts die Herstellung von Steinzeug begann.
1940 fand man wichtige Bodenfunde, die eine Produktion vom 16. bis 19. Jahrhundert belegen. Der Heimatpfleger Ludwig Böker legte aus diesen eine umfangreiche Sammlung an, die 1961 in den Besitz der Gemeinde überging. Die Ergebnisse seiner detaillierten Forschungen in Archiven existieren leider nur als schwer zugängliche handschriftliche Manuskripte; 1949 verfasste er die Geschichte der Duinger Töpferei. Diese Manuskripte wurden später von Friedrich Becker, ehemaliger Leiter des Museums und Ortsheimatpfleger, in Druckschrift übertragen. Und diese Bodenfunde bilden die Basis für das heutige Museum.
Die Dauerausstellung zeigt Irdenware (Kugeltöpfe, Kugelkannen, Kugelbauchkrüge; teilweise mit leicht gewellten Standring) aus dem 12./13. Jahrhundert, engobiertes und salzglasiertes Steinzeug (Tafelgeschirr, Becher, Krüge, Tüllenkannen) aus dem 13./14. Jahrhundert, aufwendig verzierte Gefäße der Renaissance- und Barockzeit (z. B. Bierhumpen), einfaches Vorratsgeschirr des späten 18. und 19. Jahrhunderts, Werke des Kunsttöpfers Jürgen Riecke und Industriekeramik des 20. Jahrhunderts.
Außerdem findet man im Museum Weserware, ein typisches Produkt des Pottlandes, das allerdings nicht in Duingen hergestellt wurde.
Die Ausstellung vermittelt einen Einblick in das historische Töpferleben und behandelt Themen wie Tonaufbereitung und Ofentechnik.
Zusätzlich finden im Museum Sonderausstellungen statt. Dabei werden lokale Themen behandelt, aber auch moderne Keramikausstellungen gezeigt.